# Smedslätten (Nockebybanan)
Smedslätten är en station på Nockebybanan och belägen i Smedslätten i Bromma, Stockholms kommun.

## Historik

### Hållplatskiosker
Den 1 oktober 1923 förlängdes spårvägen från Äppelviken och fram till det nybyggda Smedslättstorget, som då fortfarande var en del av Ålstensvägen. Byggnadsställningar syns vid fastigheten i kvarteret Snögubben, som då var under byggnation.
När Smedslättens hållplats var nybyggd fanns det en kiosk av 1920-talets pagodmodell där. Vid alla spårvagnshållplatser utmed Nockebybanan fanns det väntpaviljonger med kiosker. Väntpaviljongerna ritades av Waldemar Johanson.
I början av 1950-talet ersattes kioskerna i pagodmodell av en funktionalistiskt utformad modell i starka färger. Numera finns det inga kiosker kvar vid hållplatserna.

## Galleri nutida bilder

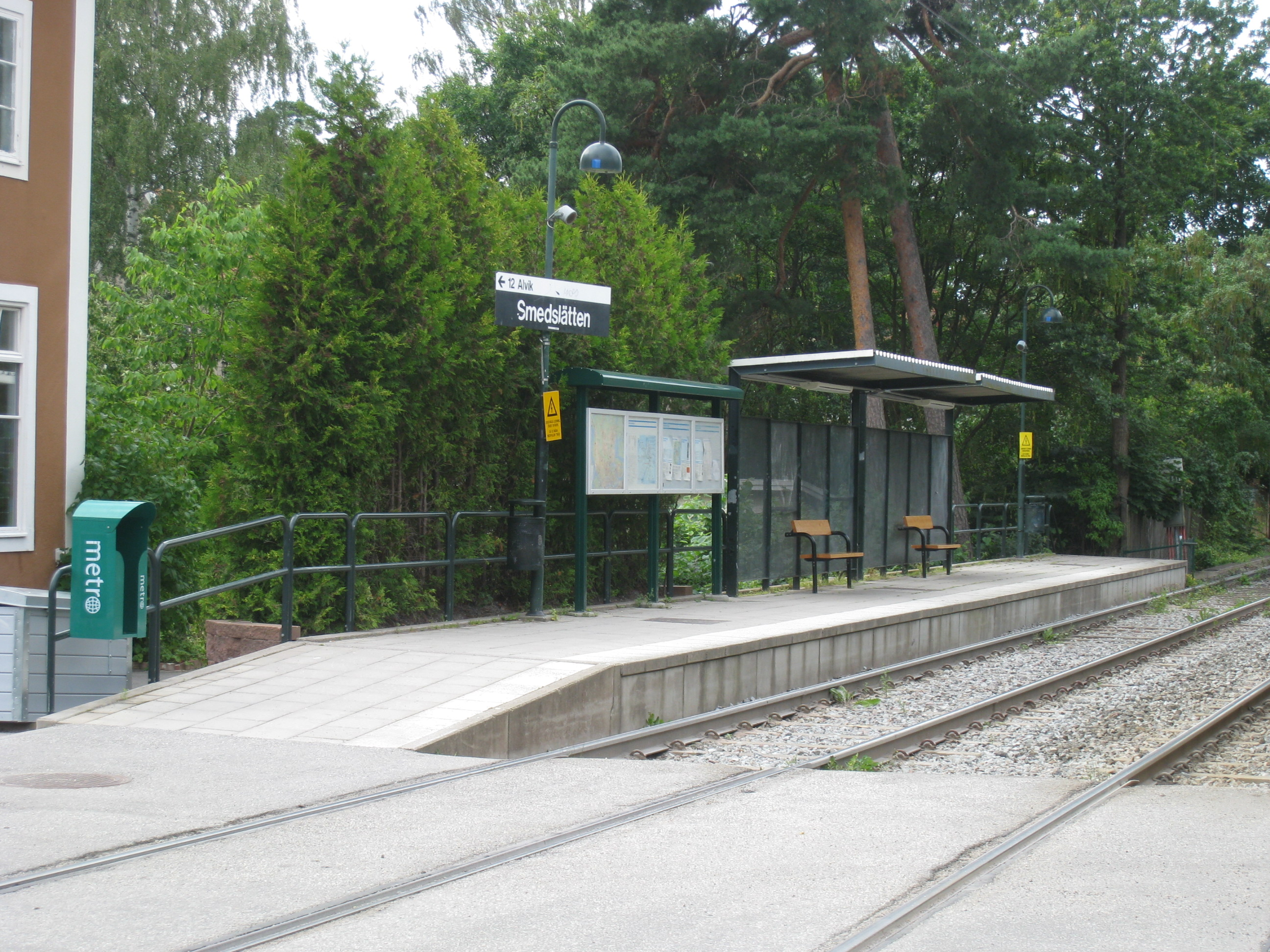
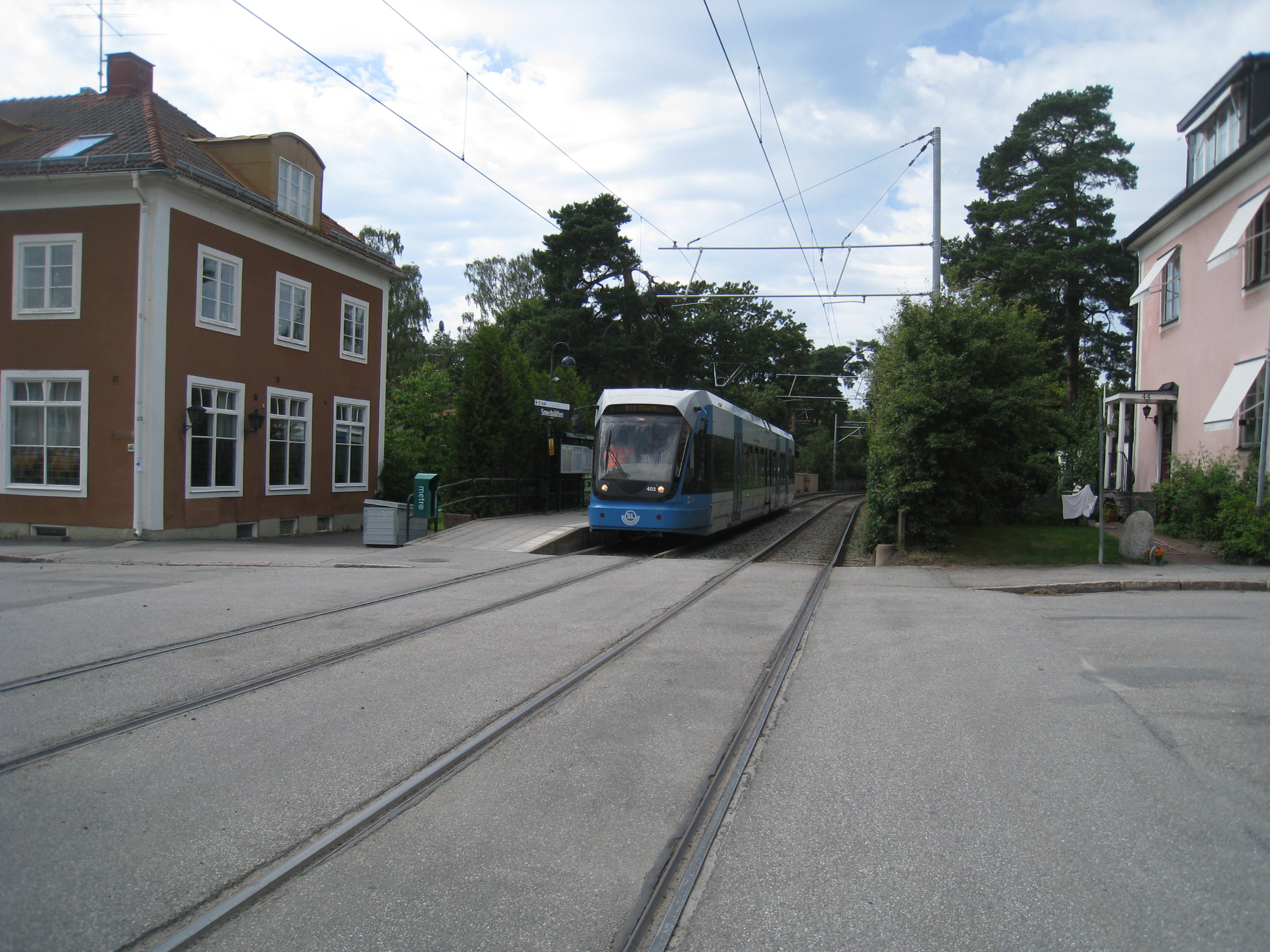
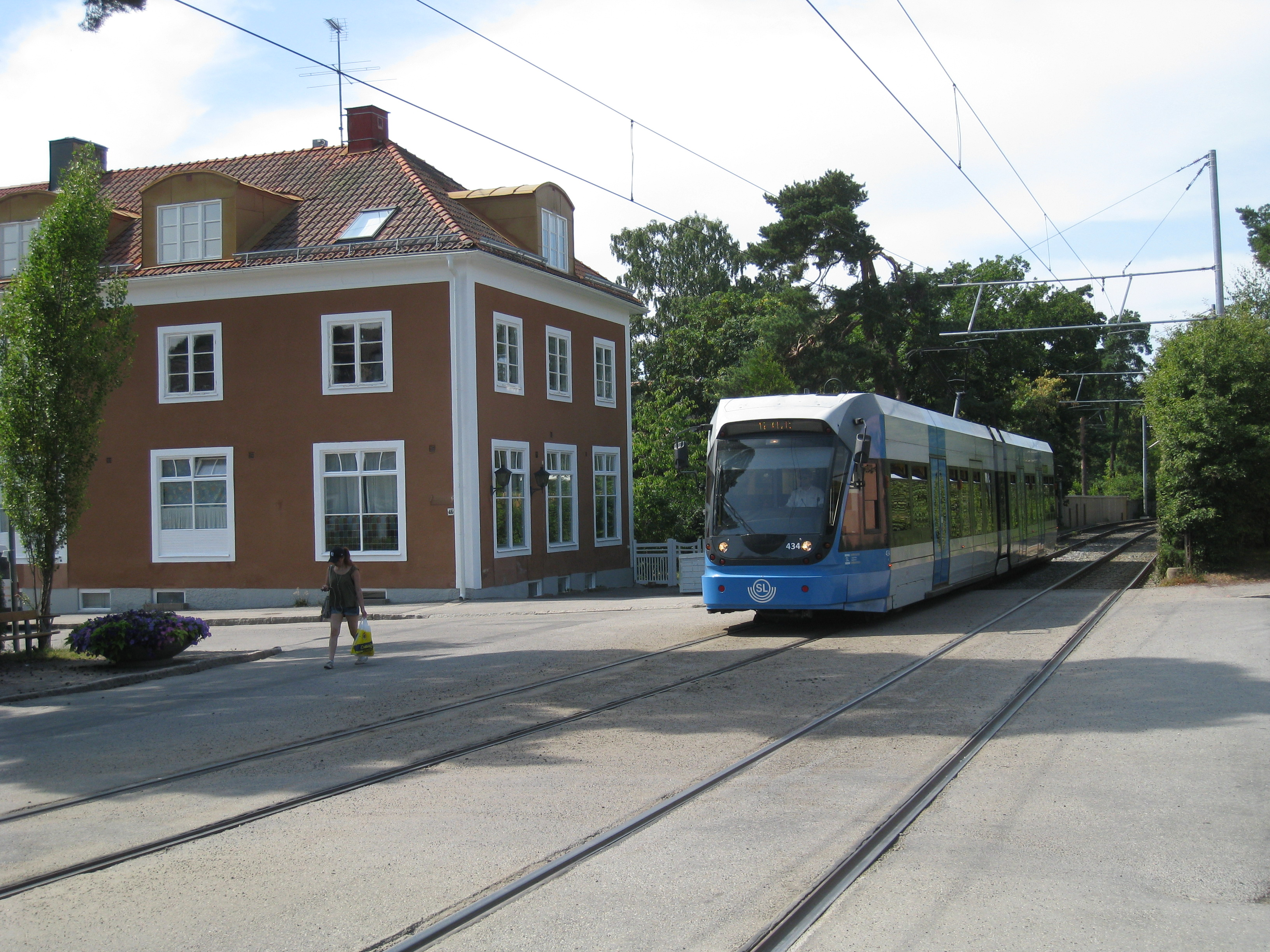
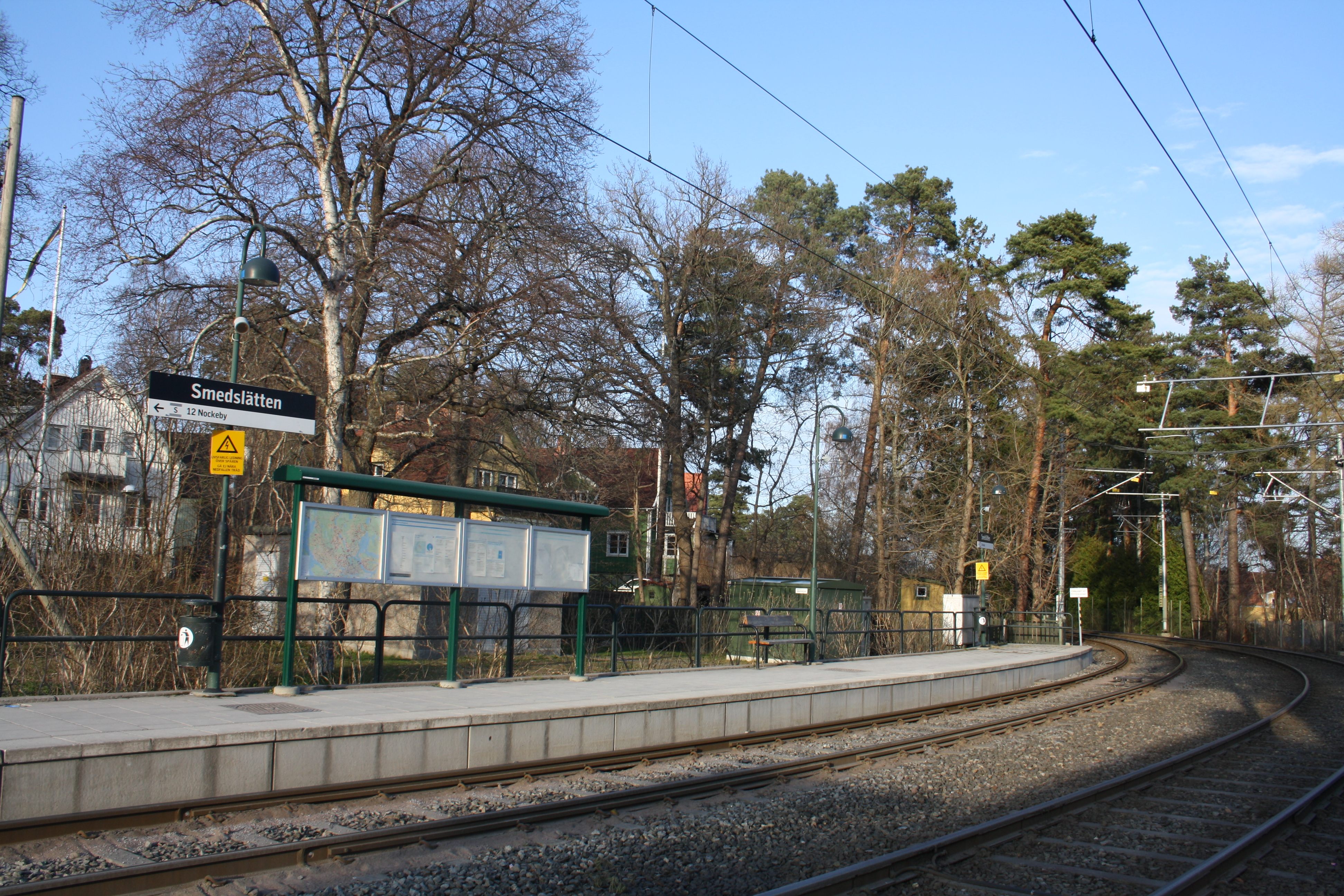
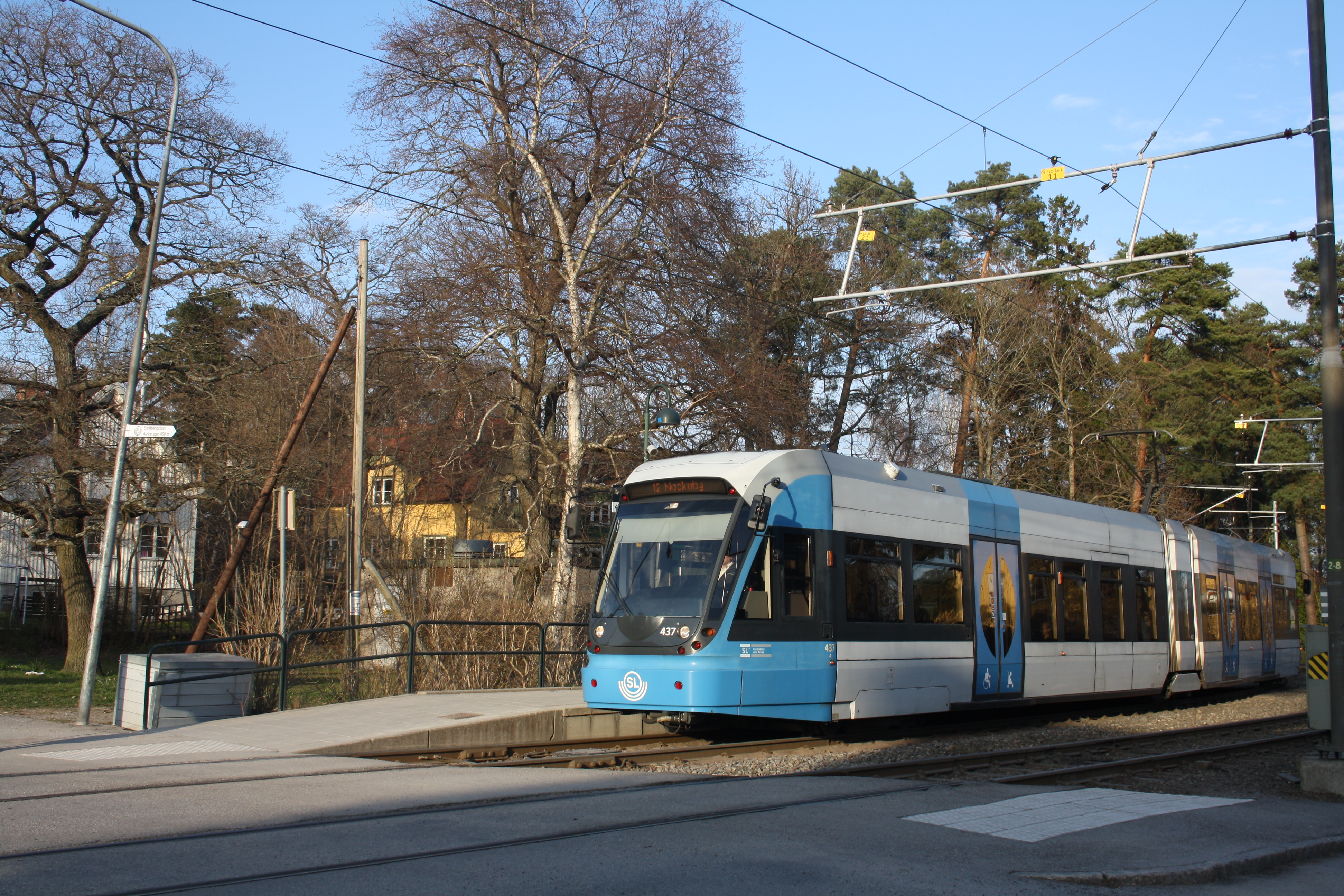

## Galleri historiska bilder

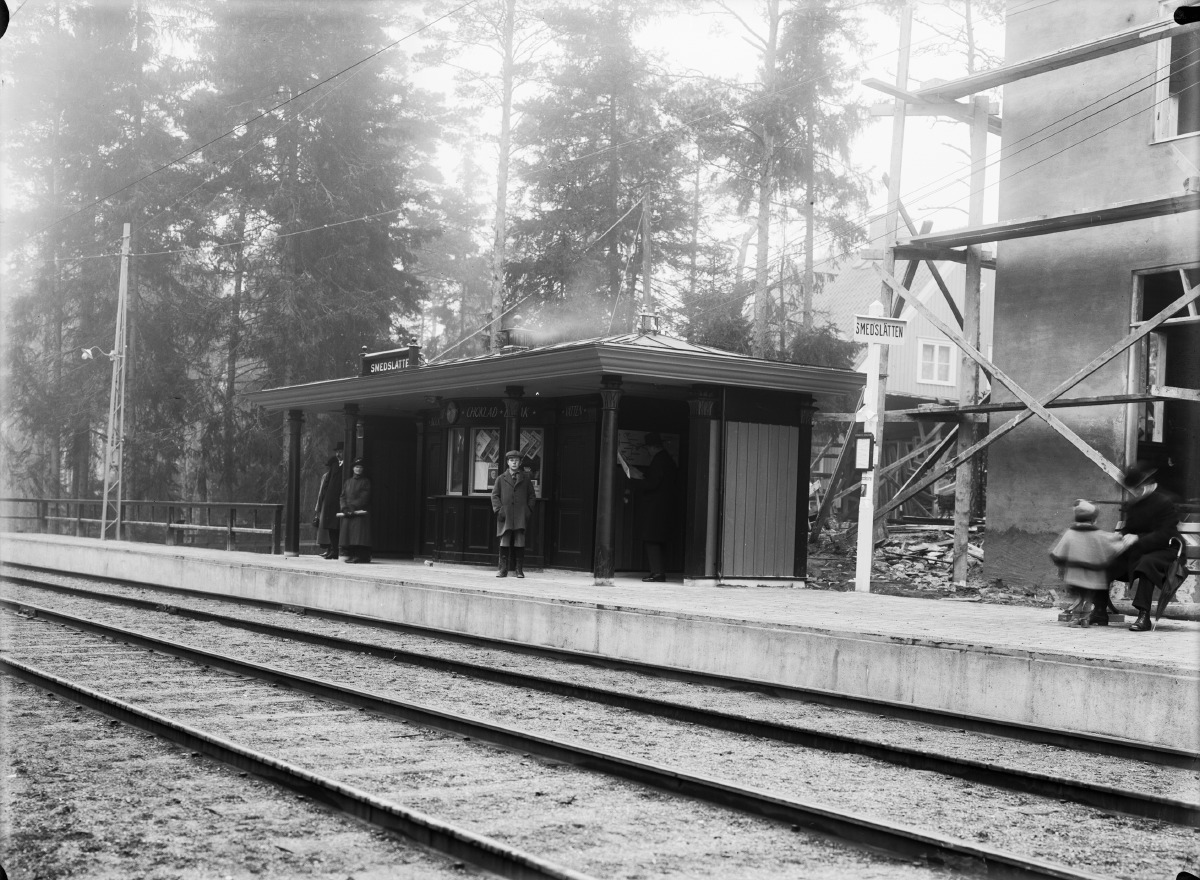
Smedslättens nybyggda hållplats 1923.
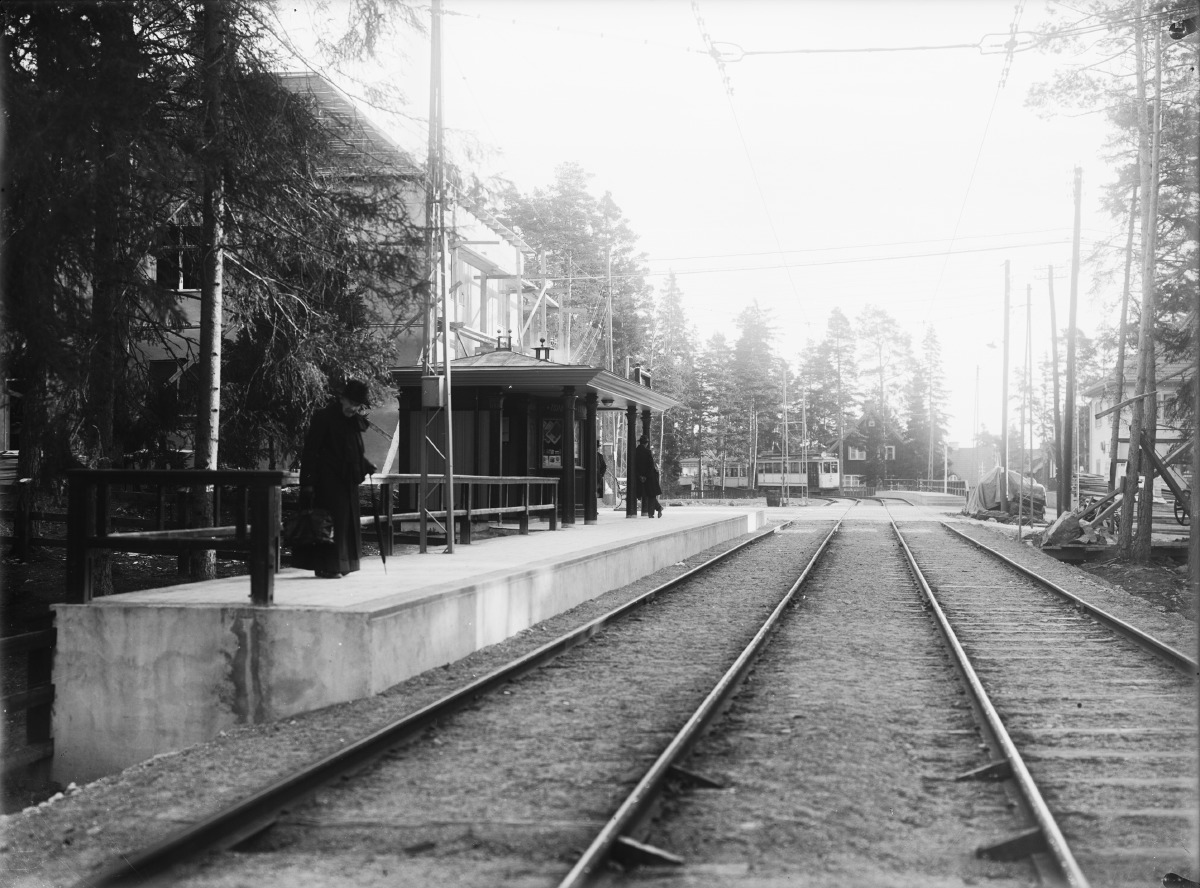
Smedslättens nybyggda hållplats 1923 från väster mot öster.
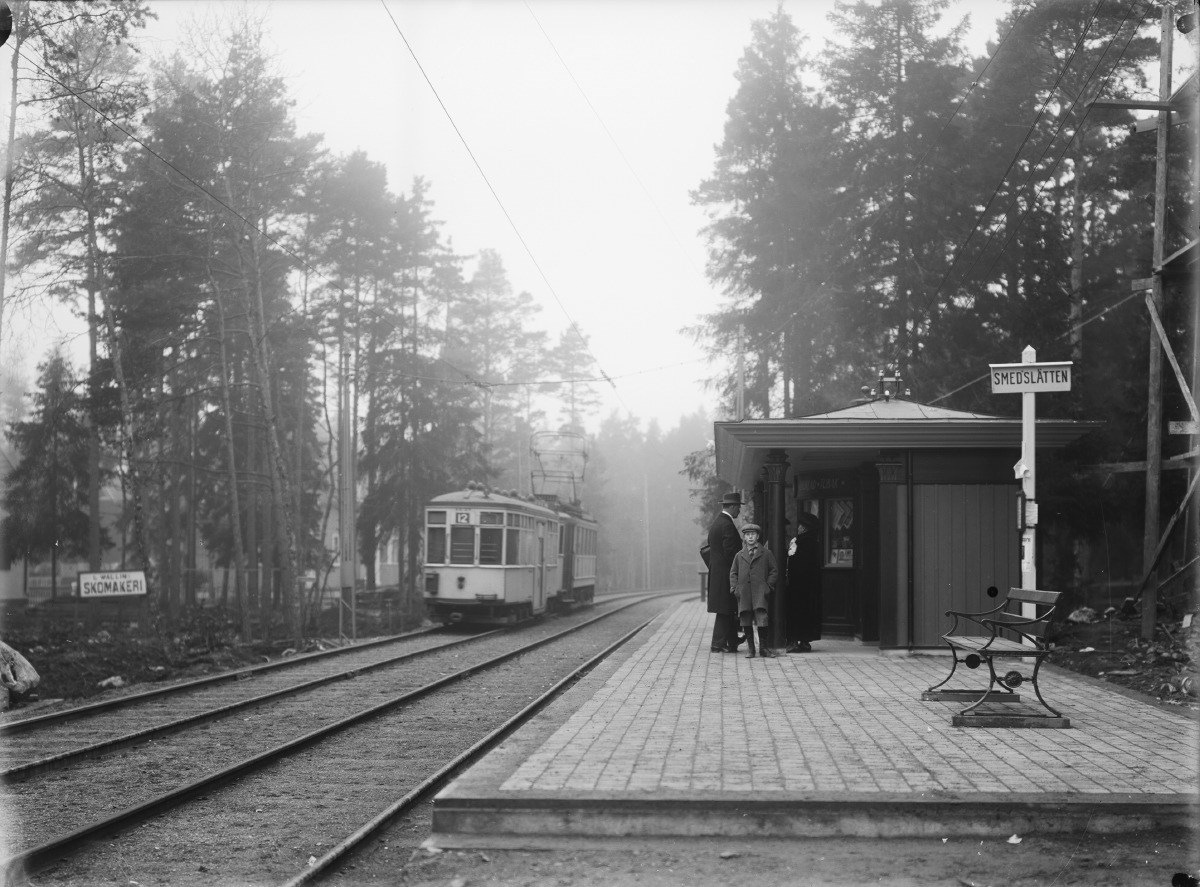
Smedslättens hållplats 1923.
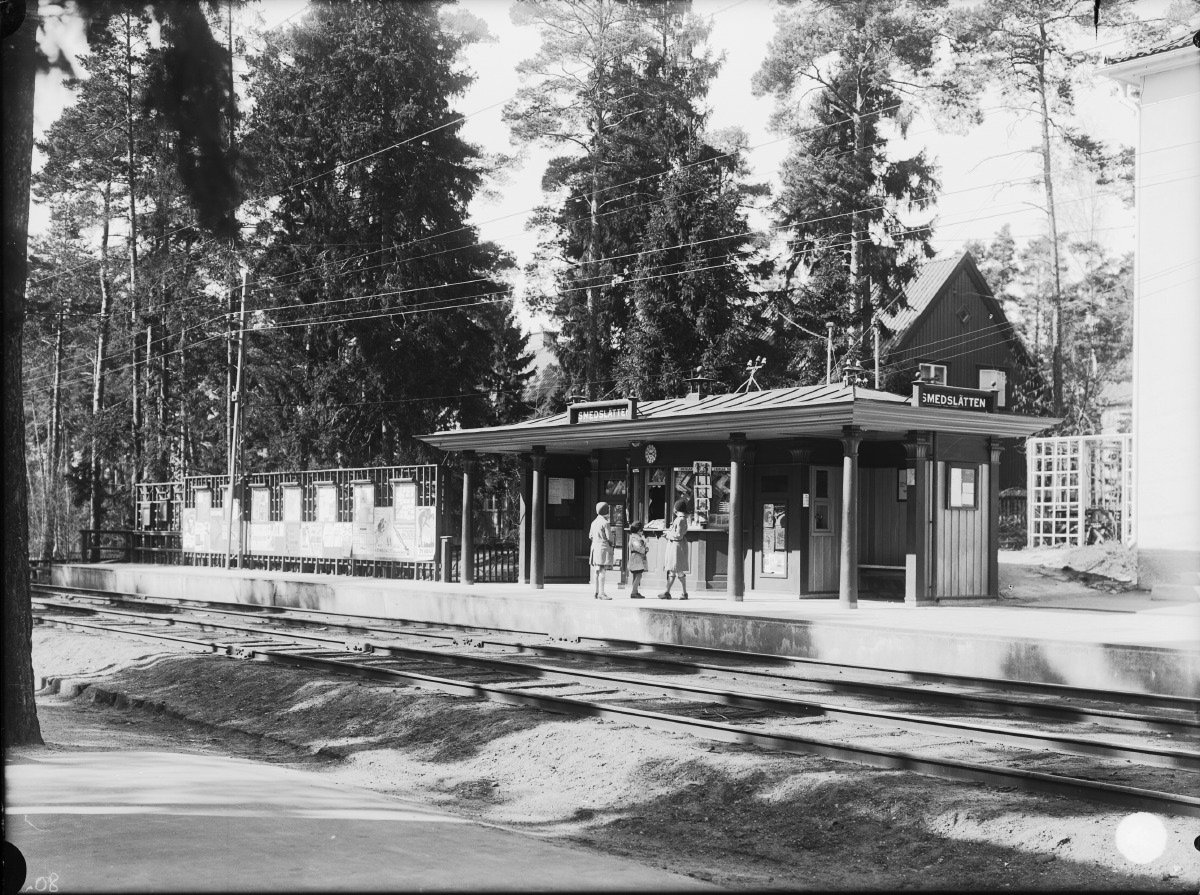
Smedslättens hållplats 1931.
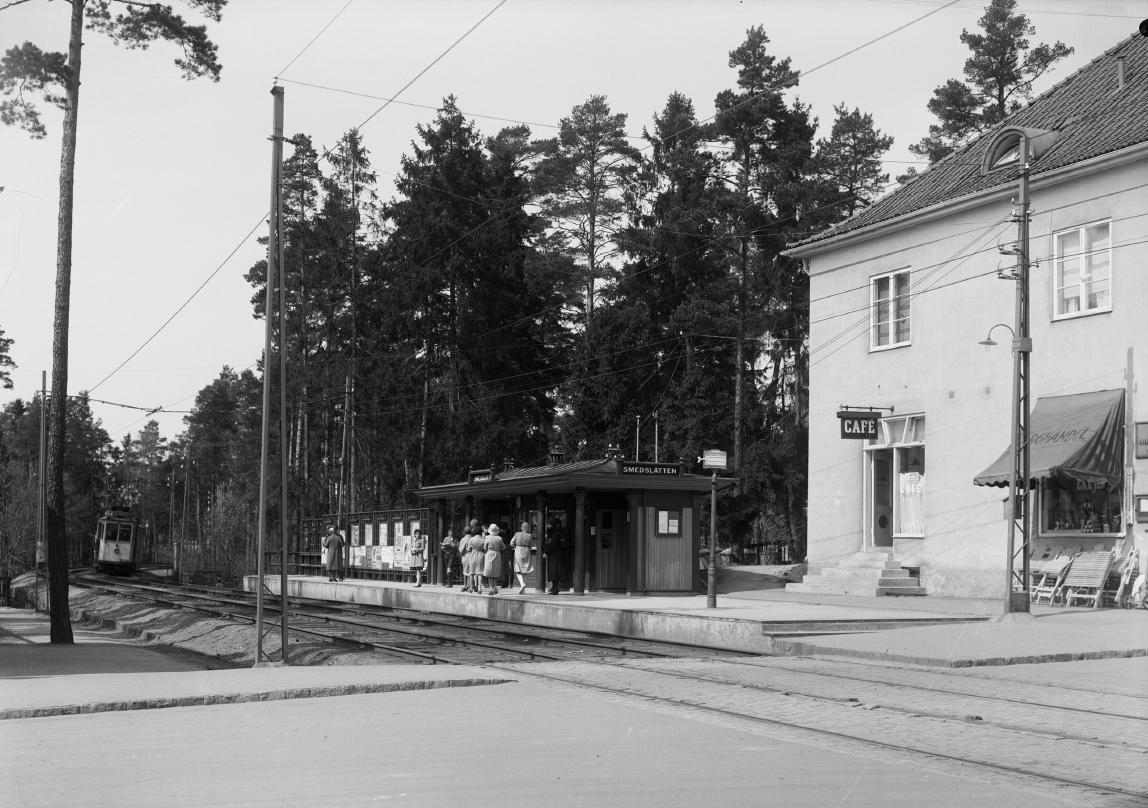
Smedslättstorgets spårvagnshållplats 1931 med kiosken. Till höger syns fröken Brolins café med skylten "Café" samt Bergmans färghandels skyltfönster.